# Діброва (Саранчуківська сільська громада)
Дібро́ва —  село в Україні, у Саранчуківській сільській громаді Тернопільського району Тернопільської області.
Поштове відділення — Шумлянське. До 2020 підпорядковане Слов'ятинській сільській раді. 
Населення — 78 осіб (2003). Дворів — 24.
Є пам'ятник Тарасові Шевченку

## Географія
У селі є 2 вулиці: Миру та Шевченка.
Для села характерний помірно континентальний клімат. Діброва розташована у «холодному Поділлі» — найхолоднішому регіоні Тернопільської області.

## Історія
12 червня 2020 року, відповідно до Розпорядження Кабінету Міністрів України від  № 724-р «Про визначення адміністративних центрів та затвердження територій територіальних громад Тернопільської області», село увійшло до складу Саранчуківської сільської громади.
19 липня 2020 року, в результаті адміністративно-територіальної реформи та ліквідації Бережанського району, село увійшло до складу новоутвореного Тернопільського району.

## Політика
Від 28 квітня 2012 року село належить до виборчого округу 165.

## Пам'ятки
Поблизу села розташований ботанічний заказник місцевого значення Тростянецький ботанічний заказник місцевого значення.

## Відомі уродженці
- Ростислав Сосса — український учений у галузі картографії, доктор географічних наук (2004), професор.

## Галерея

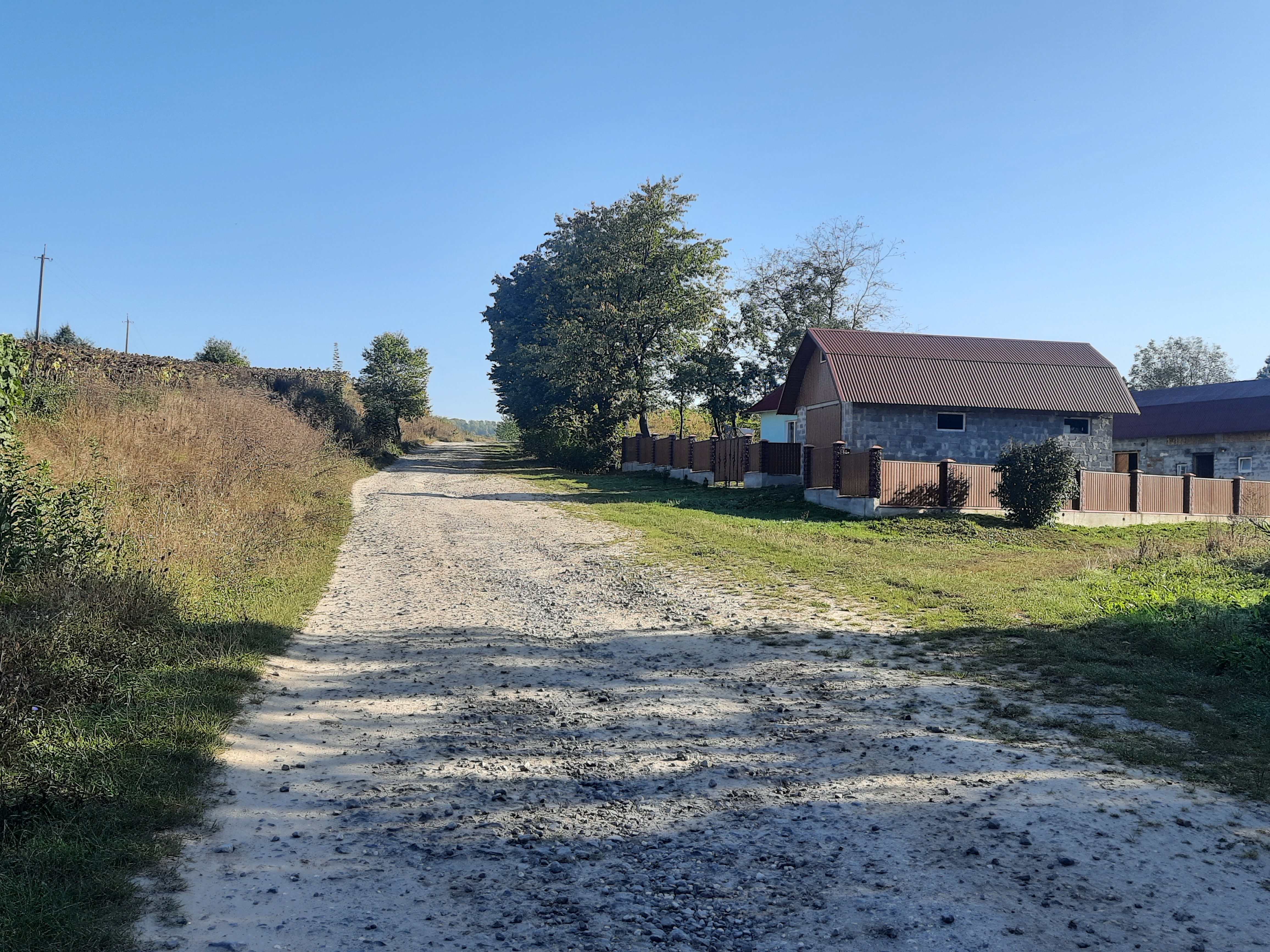
В'їзд у село
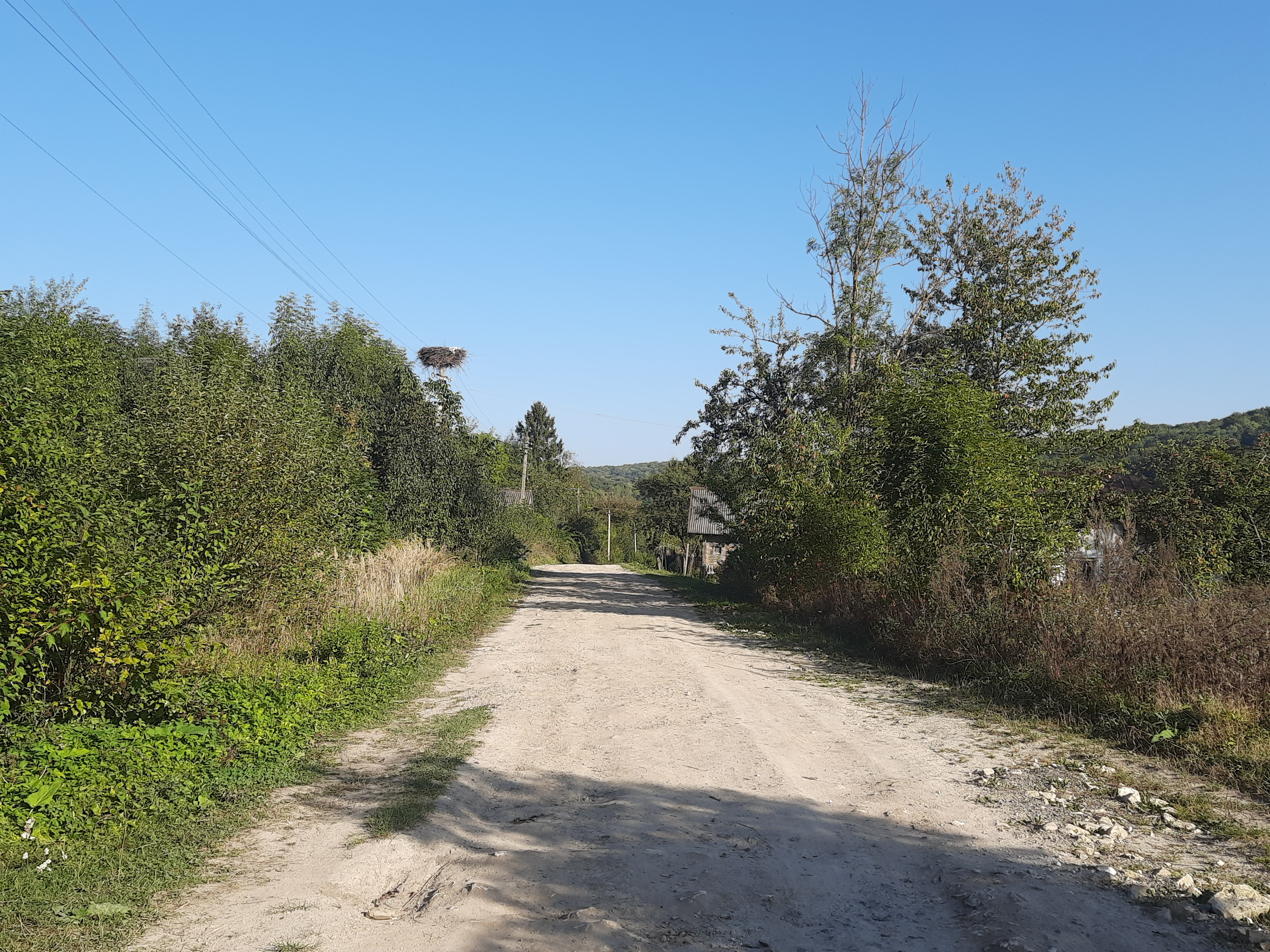
Сільська вулиця
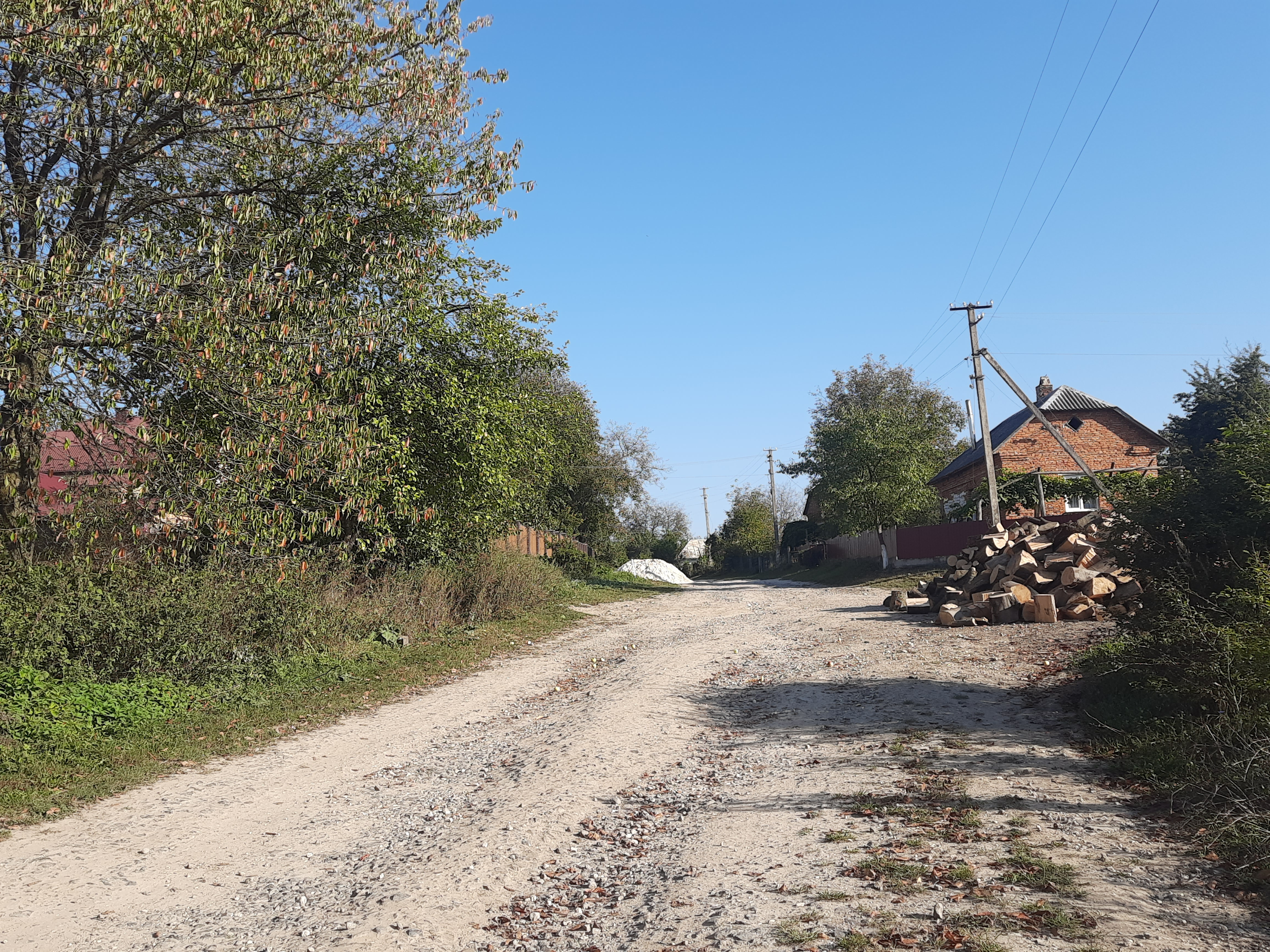
Сільський пейзаж
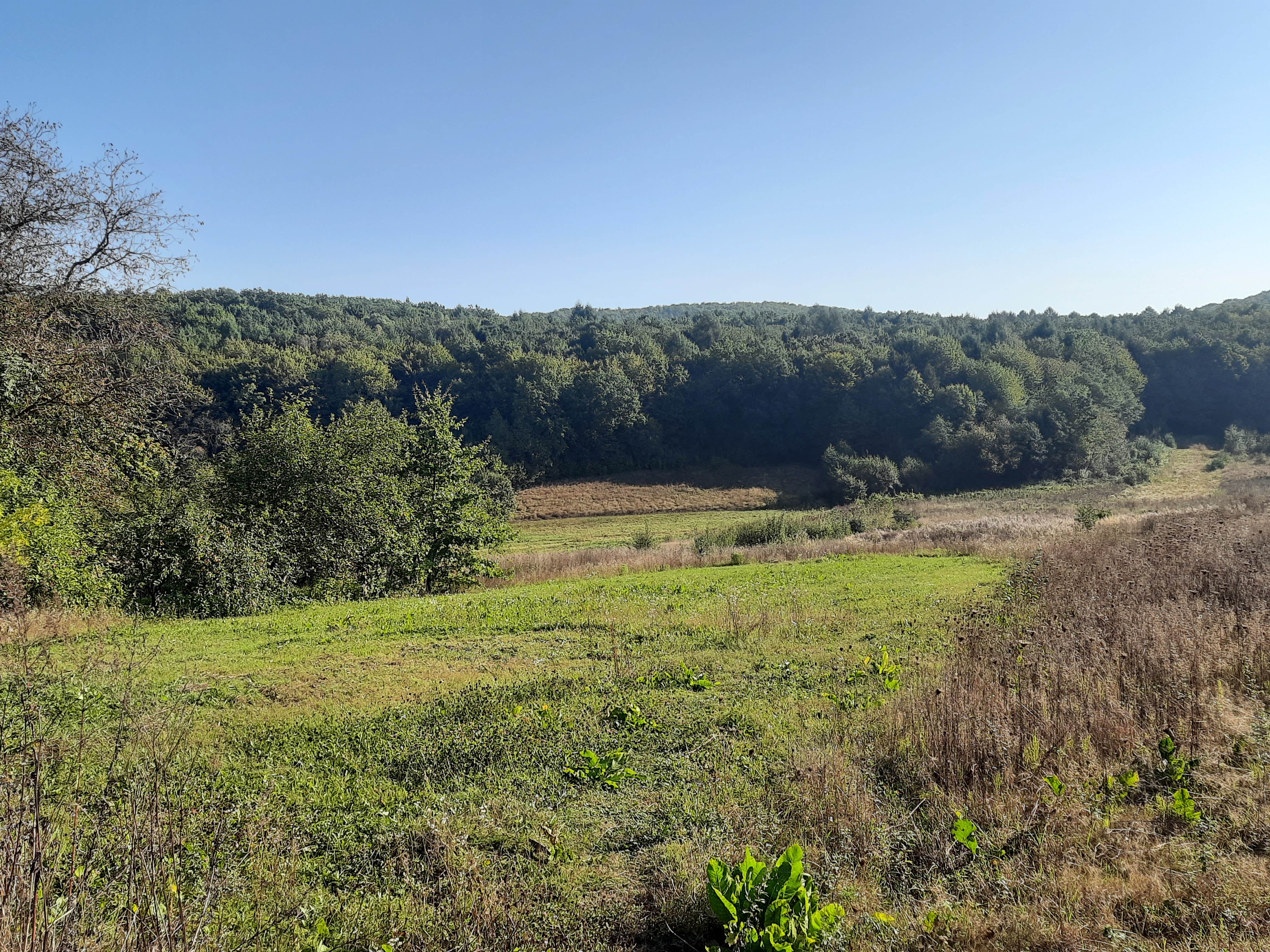
Краєвид біля села Діброва